# Farahnaz Forotan
Farahnaz Forotan, en persa: فرحناز فروتن‎ , (1992) es una periodista afgana y activista por los derechos de la mujer que se trasladó a Irán junto con su familia durante el régimen muyahidín. Farahnaz regresó a Afganistán en 2001, pero se refugió en Francia en 2020 tras ser incluida en una lista de objetivos de los talibanes.

## Biografía
En 1996, cuando Farahnaz tenía tres años y los talibanes llegaron a su ciudad natal, Kabul, ella y su familia emigraron a Irán debido a la guerra civil en Afganistán. Las autoridades negaron la educación a Farahnaz y a sus hermanas debido a su condición de refugiadas. Finalmente, pudo seguir estudiando del primer al cuarto curso en una escuela privada afgana con recursos muy limitados. Al principio, los alumnos se sentaban en el suelo porque no había mesas ni sillas.

## Trayectoria
Farahnaz Forotan trabajó en tres de las principales cadenas de televisión de Afganistán entre 2012 y 2020, incluida Ariana Television Network. Ha presentado importantes programas de entrevistas como Purso Pal para TOLOnews y Goft-i Go-i Wehza (conversaciones especiales) y el programa semanal Kabul Debate para 1TV.
Farahnaz ha viajado por todo el país y por el extranjero para informar sobre historias relacionadas con Afganistán, incluido el reportaje desde el distrito de Sangin, en Helmand, cuando era una peligrosa zona de guerra en manos de los talibanes. Su valentía fue elogiada por el jefe del equipo, Bismillah Mohammadi, después de que éste le ordenara sin éxito que se quedara atrás.
Saltó a la fama con un documental de investigación sobre las vidas de los prisioneros talibanes, en el que diseccionaba su proceso de pensamiento y sus motivos para atentar no solo contra las fuerzas afganas e internacionales, sino también contra el público en general en Afganistán.
En 2019, Farahnaz era estudiante en una universidad privada de Kabul, además de periodista en ejercicio. En 2019 y 2020, Farahnaz llevó a cabo una campaña en las redes sociales y recorrió el país recogiendo testimonios de mujeres, en un intento de impedir que los talibanes utilizaran el proceso de paz afgano para hacer retroceder las libertades para las mujeres que se habían adquirido desde la caída de los talibanes. Los testimonios se utilizaron para presionar a líderes afganos, diplomáticos extranjeros y grupos de la sociedad civil, y la campaña de Farahnaz contó con el respaldo de ONU Mujeres Afganistán. En 2019, The New York Times informó de que su campaña en las redes sociales, conocida como #myredline, «implora a las mujeres que defiendan sus derechos». El 4 de abril de 2019, Reuters informó de que ella «lanzó el movimiento declarando que su pluma, símbolo de su profesión, era su línea roja». El 21 de abril de 2019, Farahnaz dijo a AFP que el presidente Ashraf Ghani había tuiteado que los derechos de las mujeres eran una «línea roja» en el proceso de paz.
Se ha inspirado en el trabajo de otras mujeres, como Shakila Ibrahimkhail. El 24 de julio de 2018, Farahnaz fue una de las trece mujeres líderes afganas que se reunieron con la ministra canadiense de la Condición de la Mujer, Maryam Monsef, para hablar sobre los desafíos a los que se enfrentan las mujeres afganas. En 2019, ella y Ferdous Samim cofundaron la Fundación Taak para concienciar sobre los derechos fundamentales a través de la educación pública y el compromiso.
El 9 de noviembre de 2020, Farahnaz recibió una llamada del Comité para la Seguridad de los Periodistas Afganos, que le informó de que, según los servicios de inteligencia extranjeros, estaba en la lista negra de personas de los talibanes, que The New York Times describió como una «lista negra», lo que la obligó a refugiarse en París (Francia). Los asesinatos selectivos de periodistas, activistas y mujeres destacadas en otros ámbitos han aumentado desde el acuerdo de paz de febrero de 2020 negociado entre los talibanes y Estados Unidos bajo el mandato del expresidente Donald Trump.  Entre los asesinatos selectivos perpetrados en diciembre de 2020 figuran los de los periodistas Malalai Maiwand, de Enikass Radio and TV, y Rahmatullah Nikzad, jefe del Sindicato de Periodistas de Ghazni. En un atentado perpetrado el 2 de marzo de 2021 murieron Mursal Hakimi, Sadia Shanat y Shanaz Raofi, de Enikass Radio and TV.